# Gamagōri, Aichi
Gamagōri (蒲郡市 Gamagōri-shi, Bồ Quận) là một thành phố thuộc tỉnh Aichi, Nhật Bản.
Tính đến năm 2010, thành phố có dân số ước tính là 82.082 người với mật độ 1,440 người/km². Tổng diện tích là 56.81 km².

## Lịch sử
Thành phố được thành lập vào ngày 1 tháng 4, 1954.

## Hình ảnh

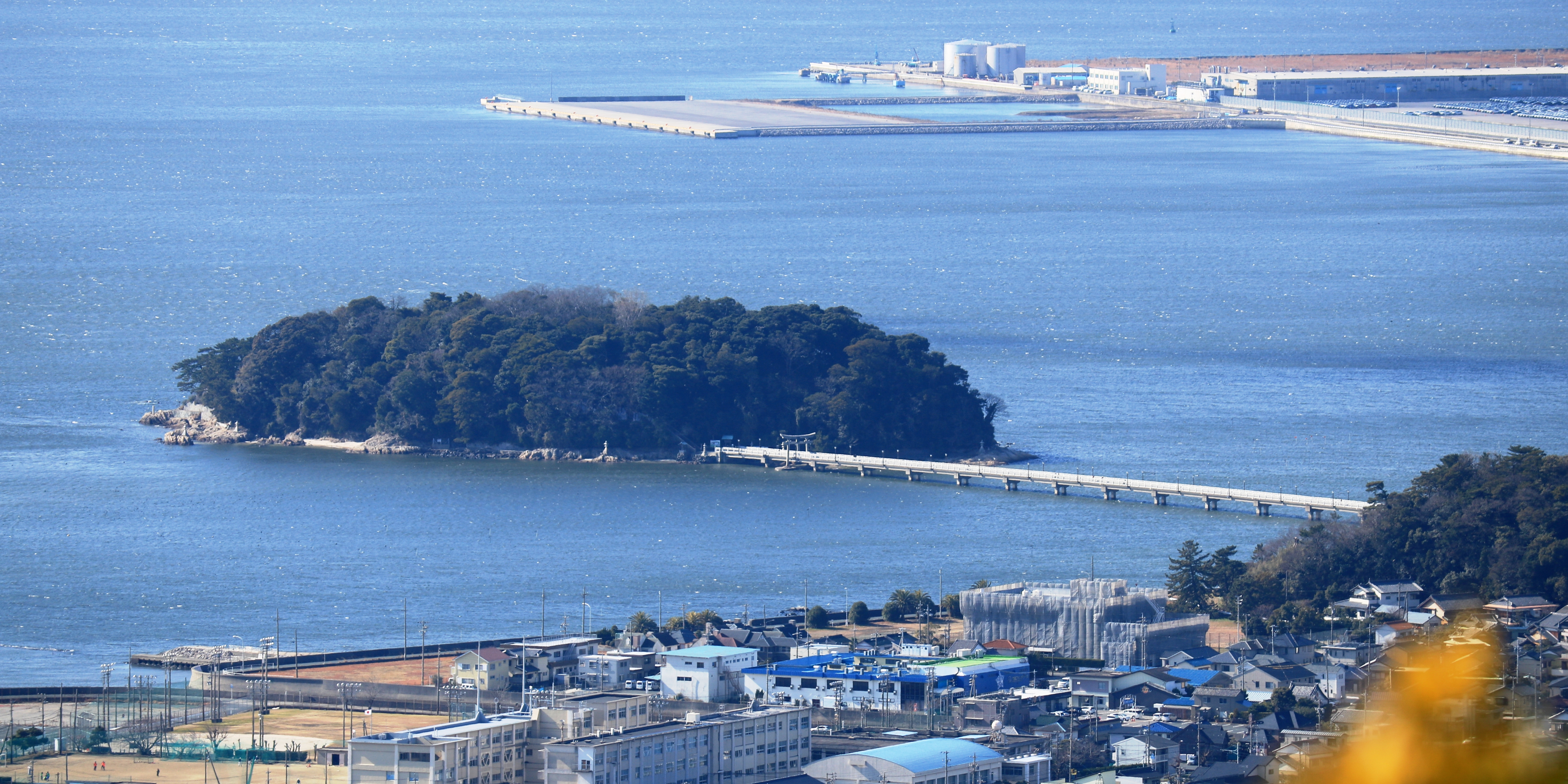
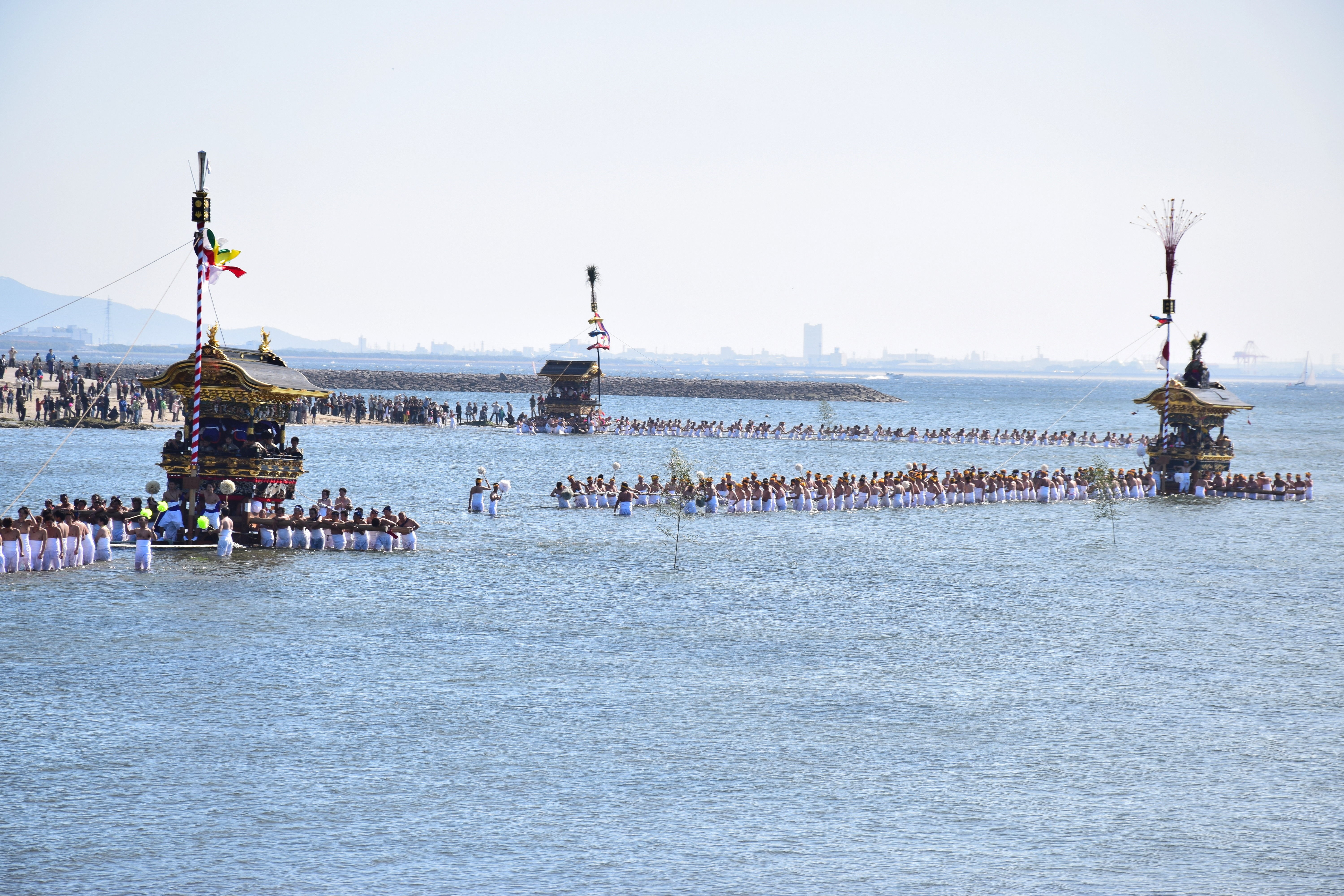
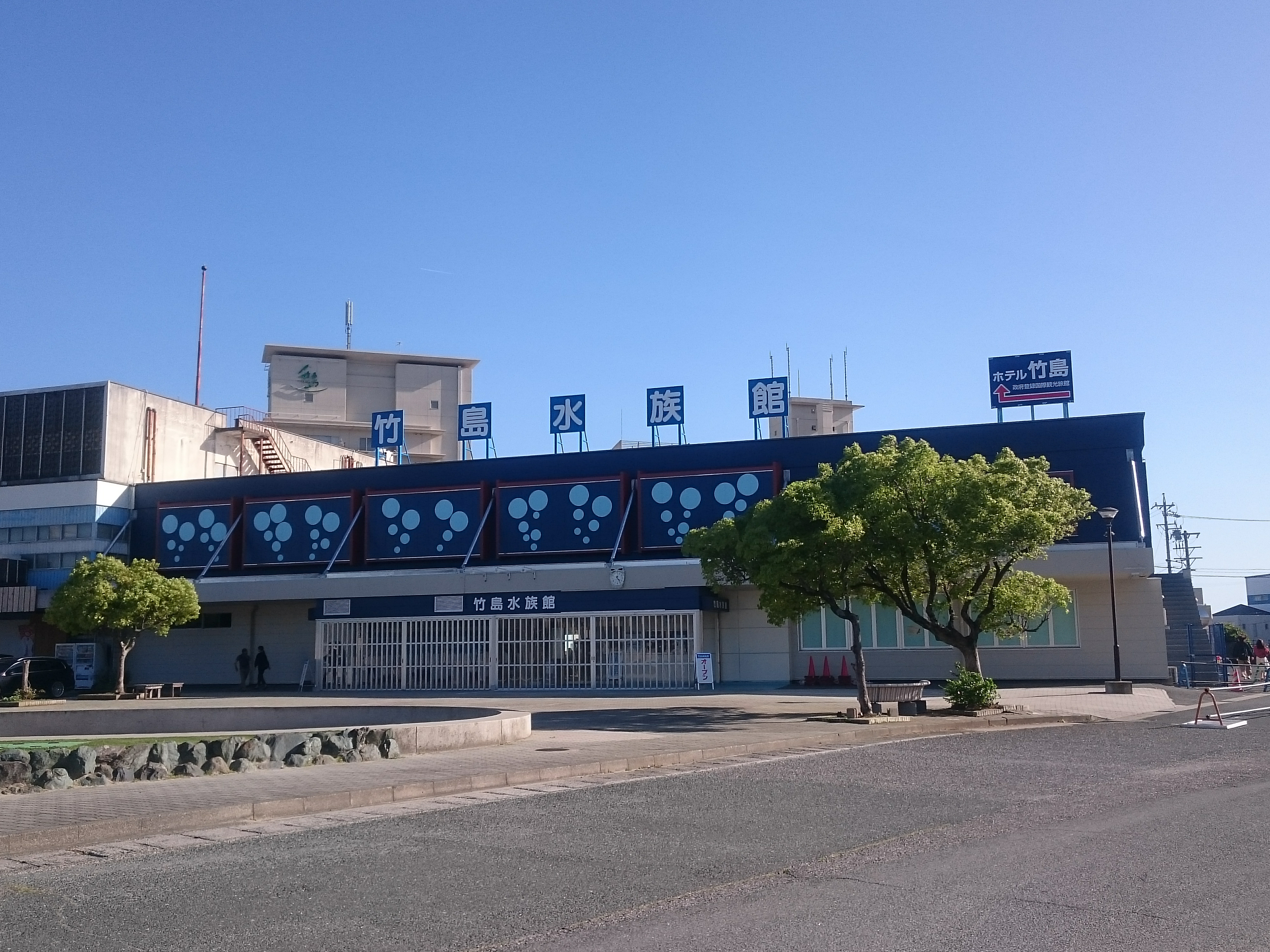
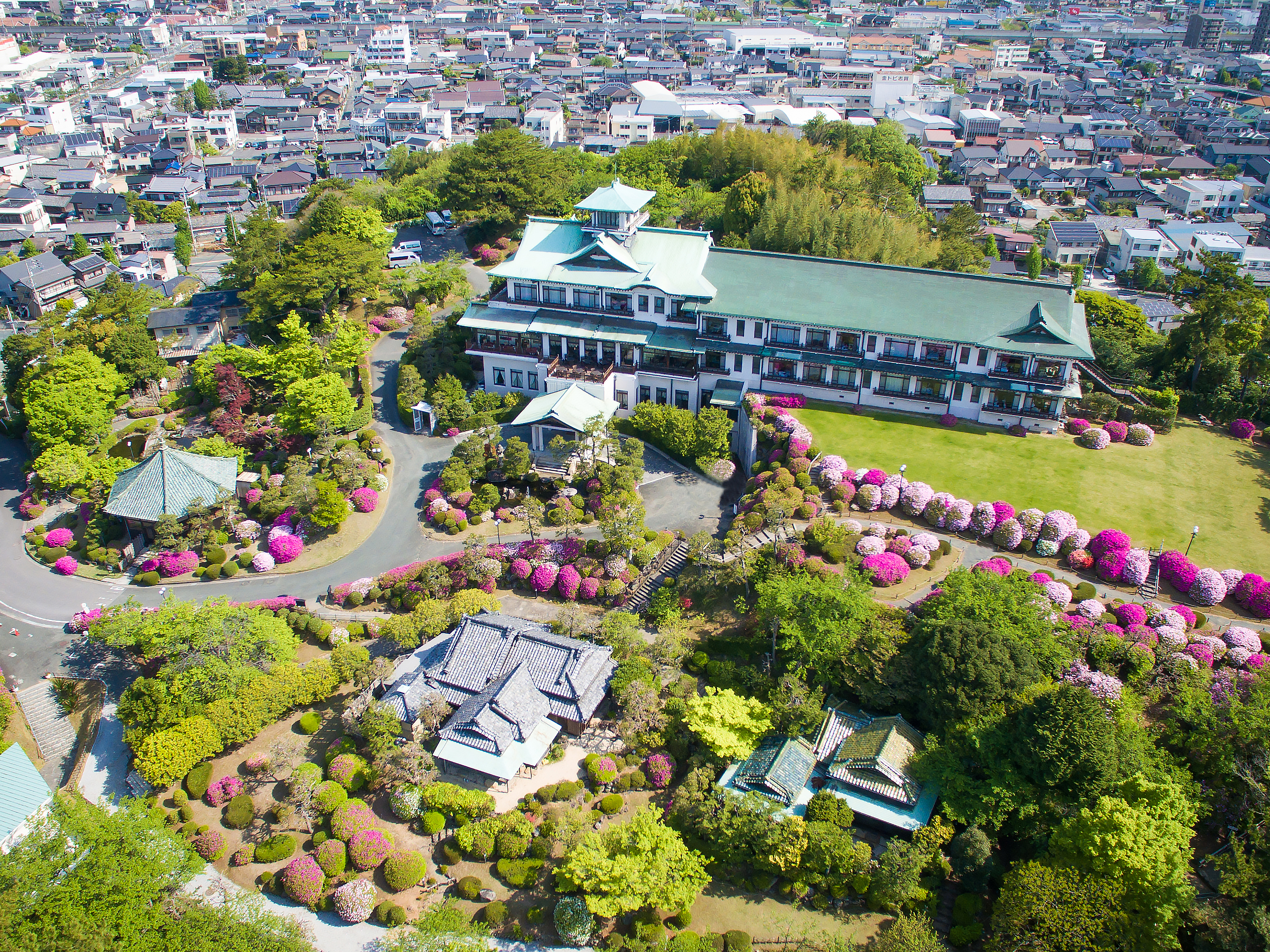
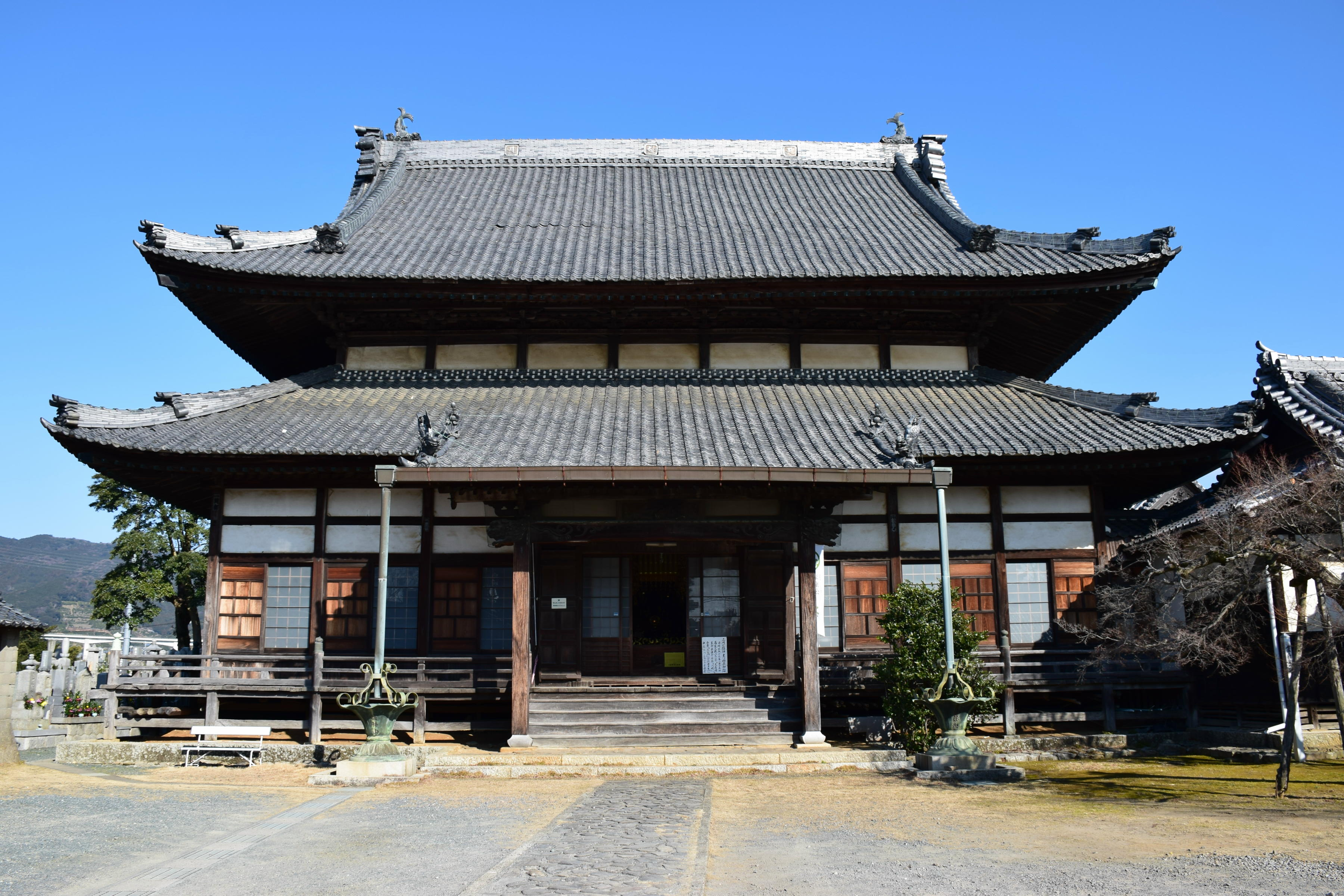
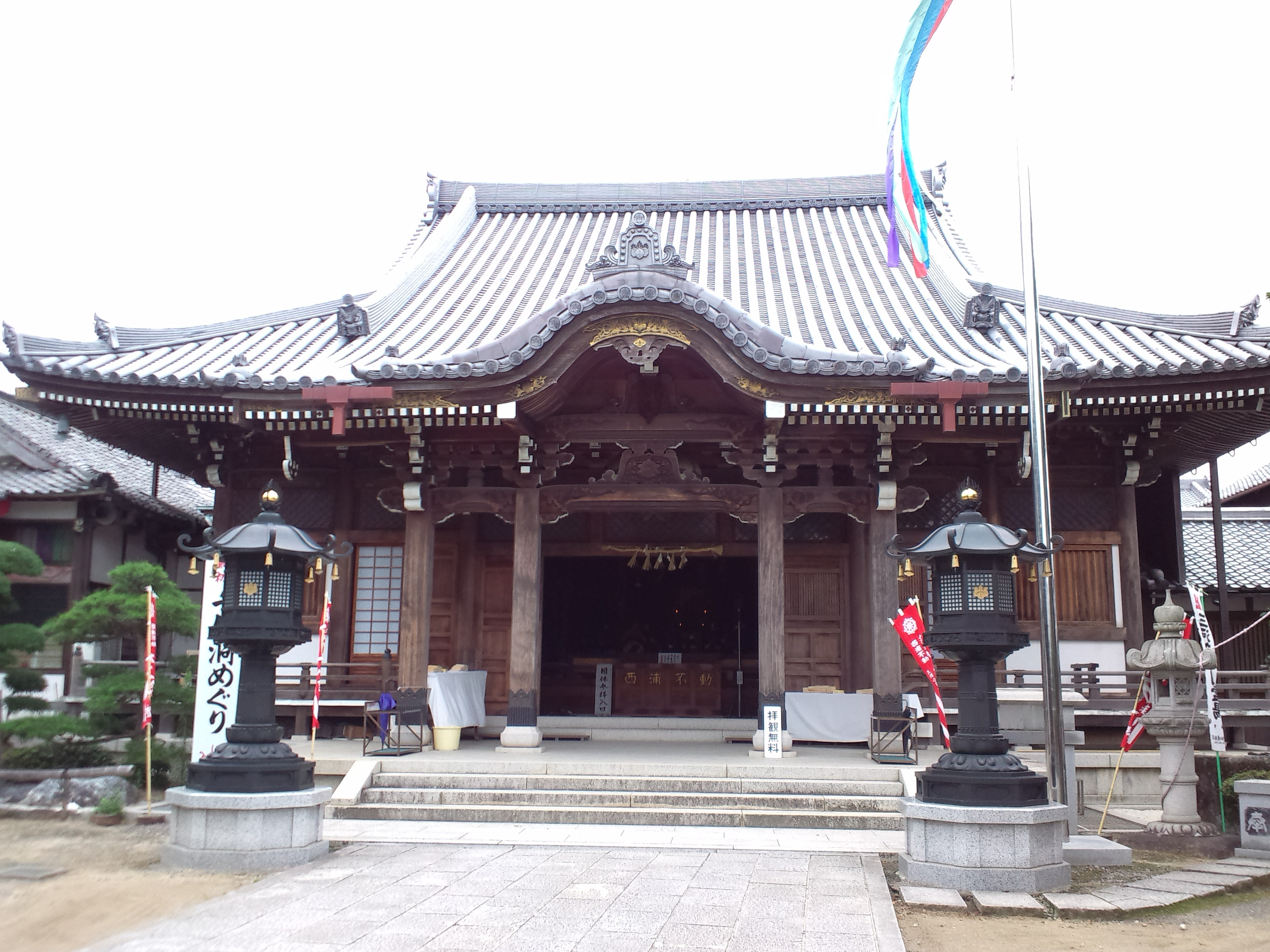
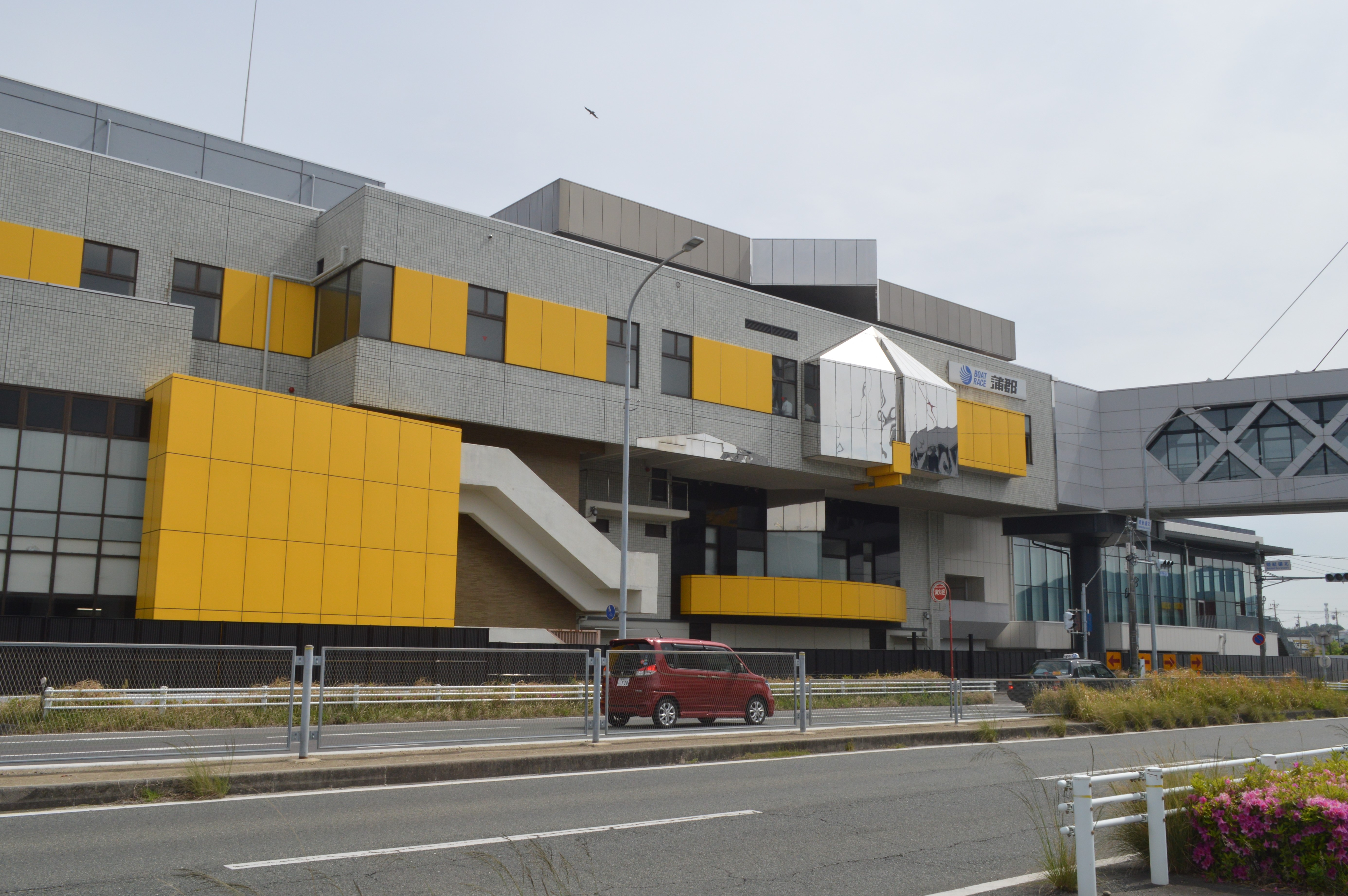
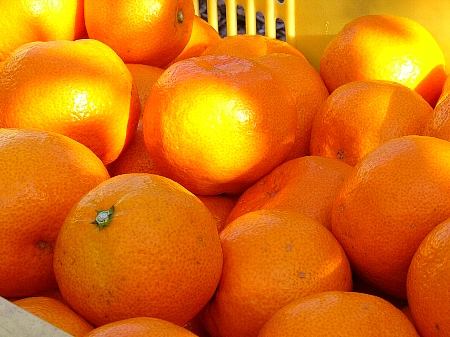

## Liên kết ngoài

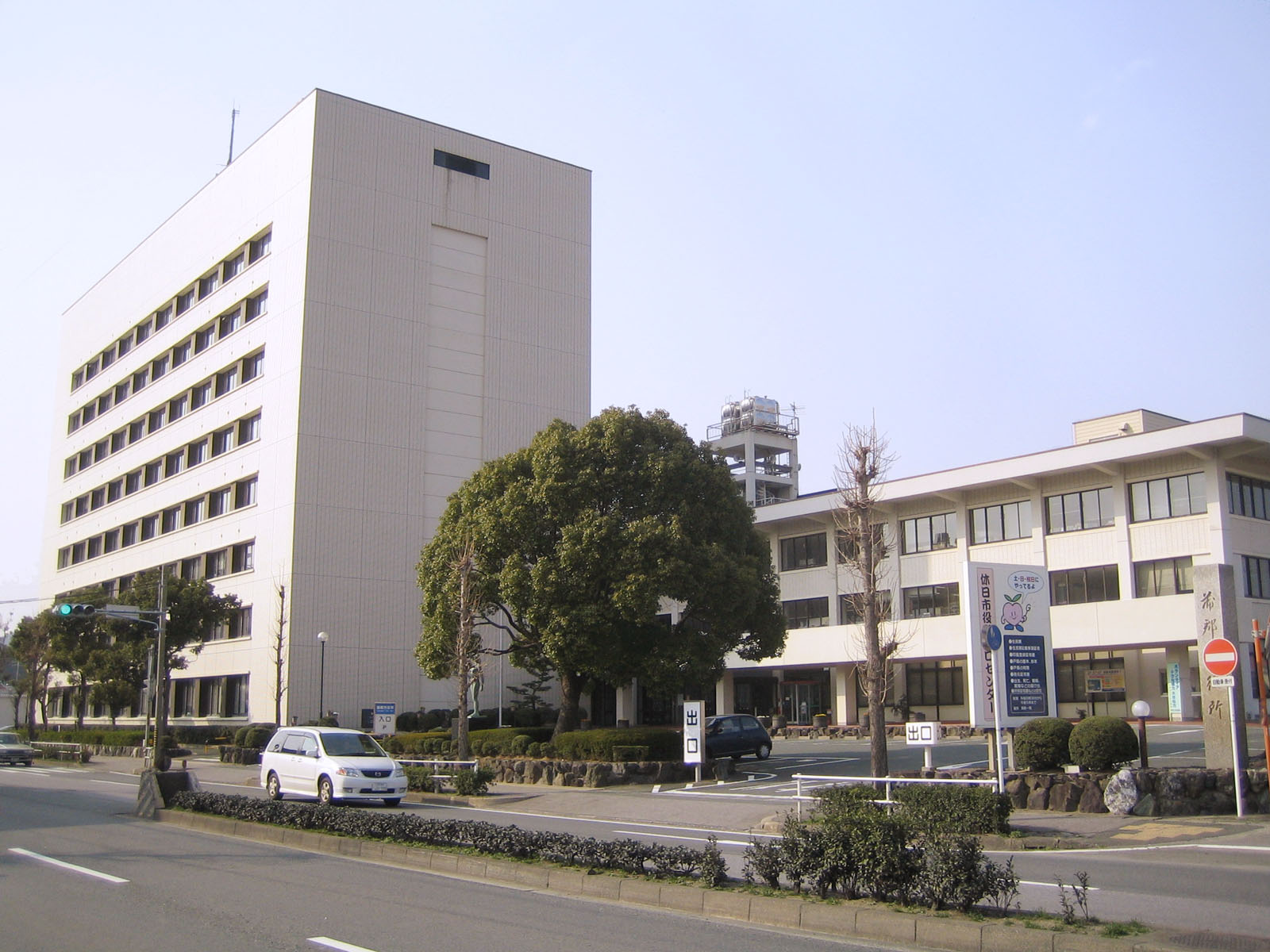
Trang chủ thành phố Gamagōri